# Semecarpus walkeri
Semecarpus walkeri är en sumakväxtart som beskrevs av Joseph Dalton Hooker. Semecarpus walkeri ingår i släktet Semecarpus och familjen sumakväxter. Inga underarter finns listade i Catalogue of Life.